# Abadía de Altenburg
La abadía de Altenburg (en alemán: Stift Altenburg) es un monasterio benedictino en Altenburg, Baja Austria. Está situado aproximadamente a 30 kilómetros al norte de Krems un der Donau en Waldviertel. Fue originalmente fundado en 1144 por la Condesa Hildeburg de Poigen-Rebgau. Durante su historia ha sufrido numerosas invasiones y ataques, incluso siendo destruido por los suecos en 1645. Bajo el Imperio de José II en 1793, se le prohibió a la abadía aceptar novatos, pero a diferencia de muchos otros monasterios en Austria, éste permaneció funcional.
La abadía logró su forma Barroca actual bajo la dirección de los abades Maurus Boxler y Placidus Much. La modernización de la abadía estuvo supervisada por el arquitecto Josef Munggenast con la ayuda de algunos de los artistas más distinguidos y artesanos de Austria: Paul Troger en los frescos, Franz Josef Holzinger en el trabajo de estuco, y Johann Georg Hoppl en el mármol. La estructura Barroca que reemplazó a la anterior abadía románica se dice que es uno de lo mejor en Austria.

## Historia
La abadía de Altenburg fue fundada en 1144 por la Condesa Hildeburg de Poigen-Rebgau. Las excavaciones arqueológicas llevadas a cabo por la Oficina de Monumentos Federales entre 1983 y 2005 han permitido datar los restos de una pared del siglo XII y de un claustro románico perteneciente al siglo XIII. El monasterio fue destruido y reconstruido como resultado de numerosos ataques. El primero fue en 1251 por Hermann V von Baden, seguido por varios de los Cumanos entre 1304 y 1327 y durante las Guerras husitas desde 1427 a 1430. Además fue atacado por Bohemia, Moravia y Hungría en 1448, y por los turcos-otomanos en 1552. En 1327, parte del trabajo de restauración se llevó por Gertrude, la viuda de Heidenreich von Gars. En 1645, los suecos destruyeron la abadía.

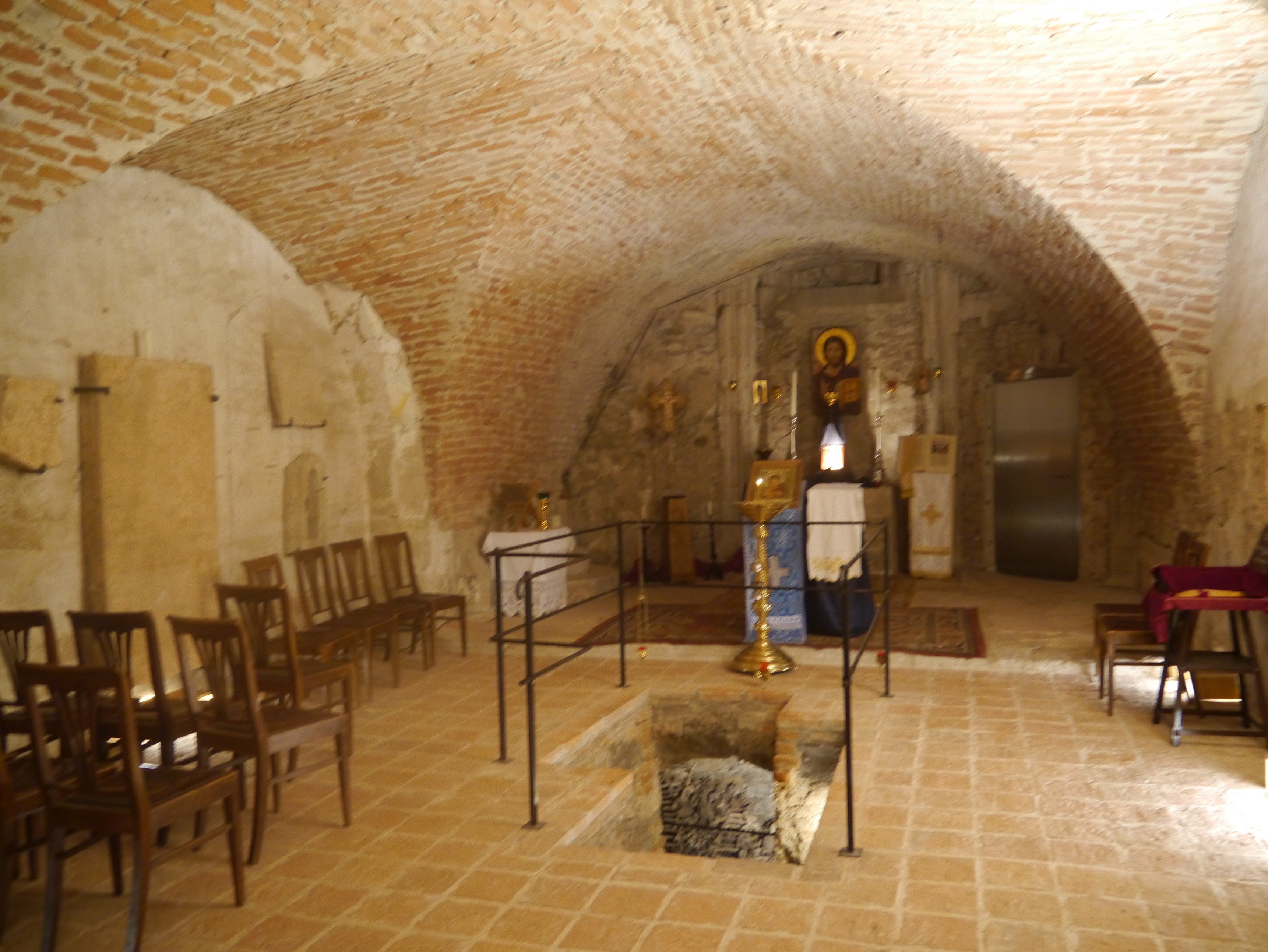
Debajo de la abadía hay una serie de recintos pertenecientes a un antiguo monasterio medieval.

La reforma tomó forma después de la Guerra de los Treinta Años en los siglos  XVII y XVIII. La abadía tomó su presente forma dentro del estilo Barroco bajo los abades Maurus Boxler y Placidus Much. El trabajo fue llevado a cabo bajo la supervisión del arquitecto Josef Munggenast quién estuvo asistido por algunos de los artistas  más distinguidos de Austria y artesanos: Paul Troger para los frescos, Franz Josef Holzinger para el trabajo de estuco, y Johann Georg Hoppl para el mármol. Bajo el Imperio de José II en 1793, se le prohibió a la abadía aceptar novatos, pero a diferencia de muchas otras abadías en Austria logró permanecer funcional. Luego de la Revolución de 1848, sus deudas fueron pagadas con el producido de la venta de algunos artefactos importantes de la capilla.
El 12 de marzo de 1938, el abad Ambros Minarz rechazó enarbolar la Bandera de Alemania Nazi en la abadía lo que dio lugar a su ocupación por los Sturmabteilung desde el 17 de marzo de 1938. Por un breve período entre 1940–1941 bajo los Socialistas Nacionales la abadía fue suspendida, y en 1941 se la disolvió. El abad fue colocado bajo arresto. Desde 1945 los recintos fueron utilizados como alojamiento por las tropas de ocupación de la Unión Soviética. Bajo el abad Maurus Knappek (1947–1968) los edificios fueron restaurados y re-establecidos para su uso por la comunidad religiosa.
Desde 1625, la abadía ha sido miembro de la Congregación Austriaca, como parte de la Confederación Benedictina. Las excavaciones arqueológicas llevadas a cabo en la capilla han revelado un antiguo monasterio medieval "debajo el monasterio". Los hallazgos incluyen un reflectorio, una casa capitular, los monjes trabajan y viven en cuartos, un claustro, un escritorio, y una gótica Capilla de St. Vitus.

## Plan de diseño

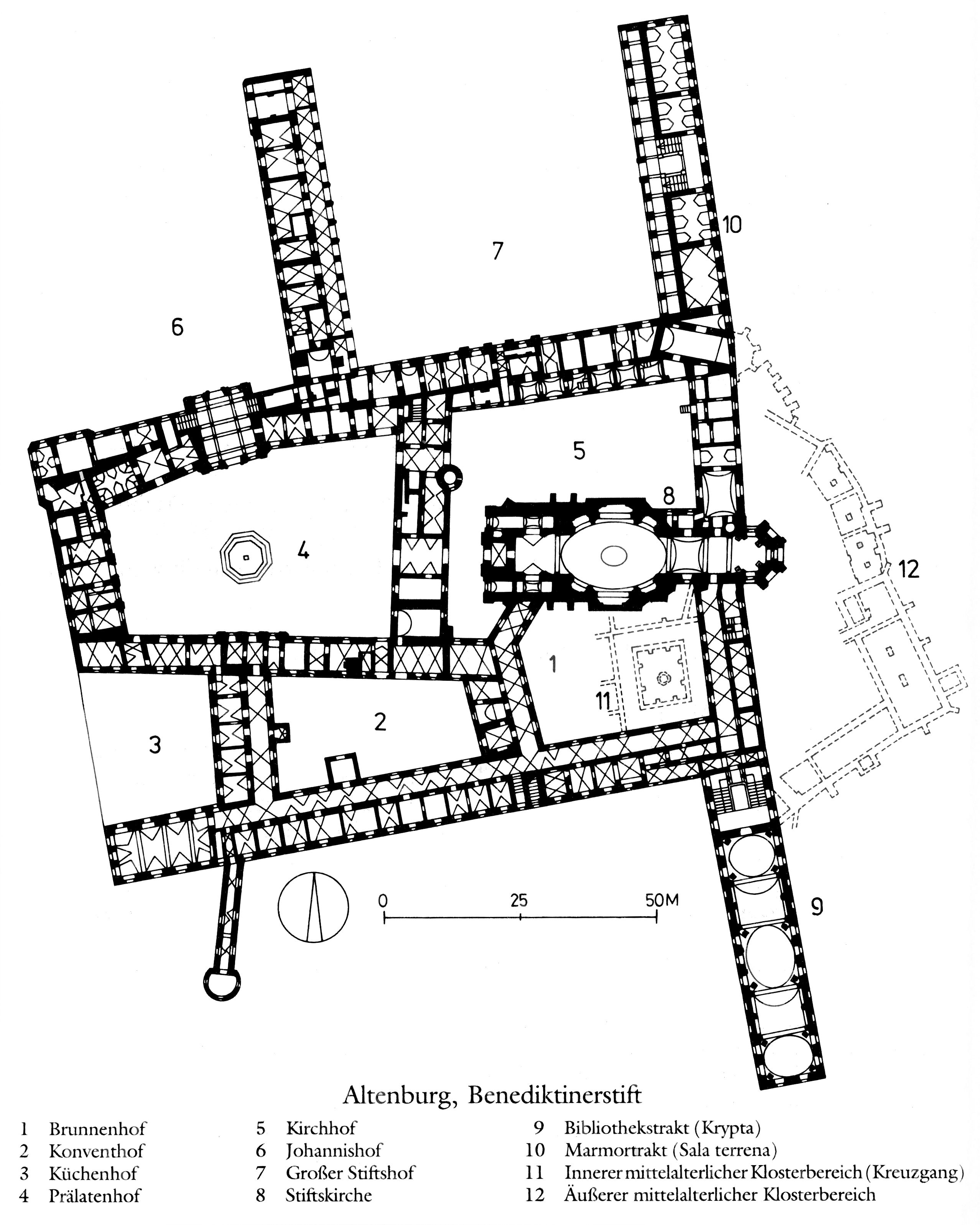
1. Fuente del tribunal, 2. Tribunal de convento, 3. Tribunal de cocina, 4. Tribunal de prelados, 5. Tribunal de iglesia, 6. El tribunal de Johann, 7. Tribunal de Abadía grande, 8. Iglesia de abadía, 9. Ala de biblioteca (Cripta), 10. Ala de mármol (Sala terrena), 11. Monasterio Medieval interior (Claustro), 12. Monasterio Medieval exterior

La abadía ocupa un área muy grande con la fachada principal, la cual afronta de este, ocupando una longitud de 200 metros rodeado por un número de jardines. El complejo de la abadía cuenta con 12 áreas identificadas de: 1. Fuente del tribunal, 2. Tribunal de convento, 3. Tribunal de cocina, 4. Tribunal de prelados, 5. Tribunal de iglesia, 6. El tribunal de Johann, 7. Tribunal de Abadía grande, 8. Iglesia de abadía, 9. Ala de biblioteca (Cripta), 10. Ala de mármol (Sala terrena), 11. Monasterio Medieval interior (Cloister), y 12. Monasterio Medieval exterior.

## Características

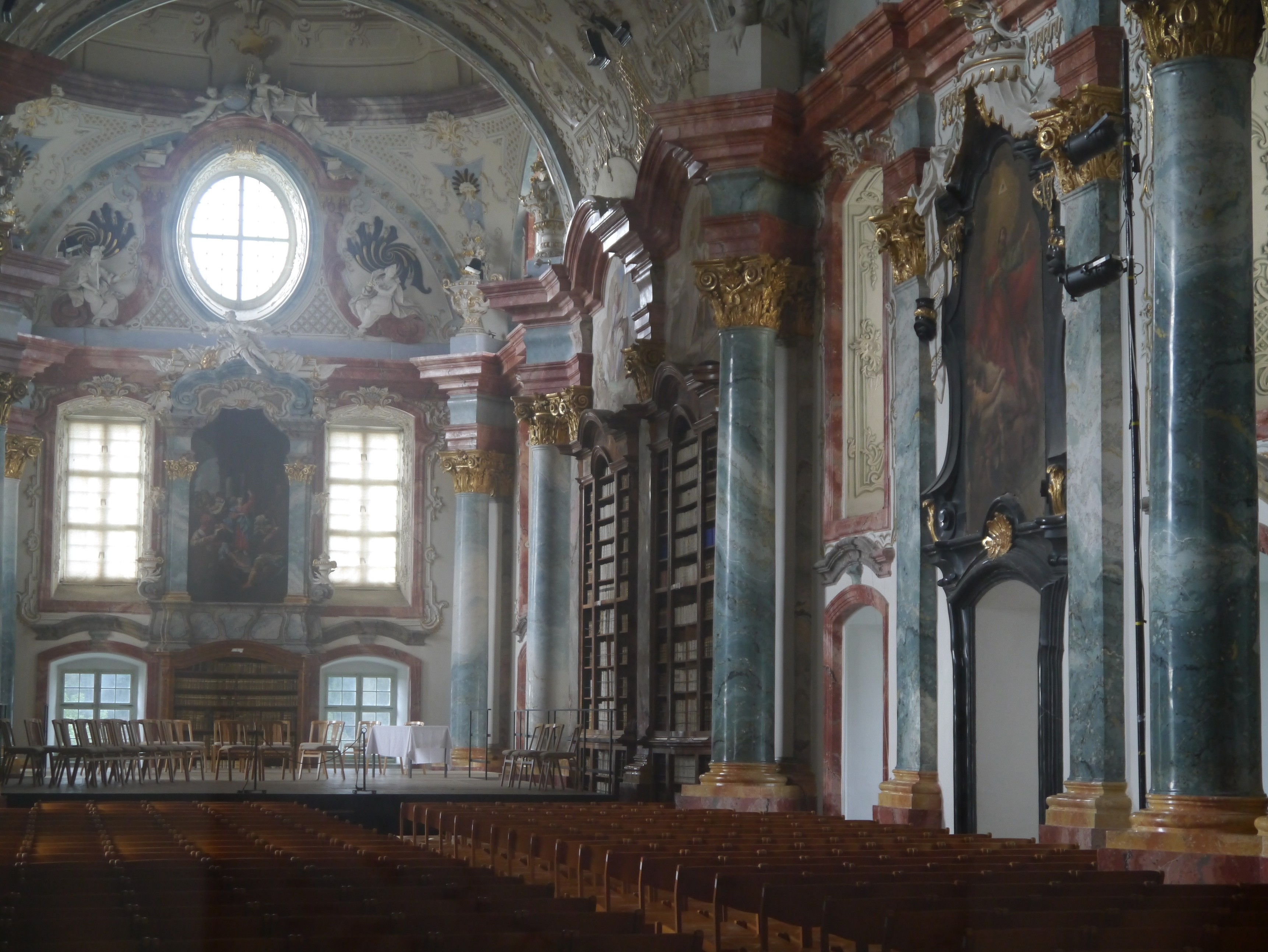
Biblioteca

La abadía presenta una fusión de estilos arquitectónicos Barroco y Rococó en sus interiores de estuco. Durante la reconstrucción fueron agregados la biblioteca, la escalera imperial y el pasillo de mármol.
La escalera, la iglesia de la abadía y la biblioteca se destacan por los frescos pintados por Paul Troger. Los frescos en el vestíbulo principal junto a la biblioteca son obra de su discípulo, Johann Jakob Zeiller.
La biblioteca, construida en 1740, es de elegancia arquitectónica Barroca, la misma es un recinto imponente que se levanta tres pisos de altura. La sala de la biblioteca mide 48 metros de largo y su techo está decorado con frescos hechos a mano por Paul Troger. Entre los muchos frescos, los más distintivos son el Juicio de Salomón, la Sabiduría de Dios y la Luz de la Fe. Debajo de la biblioteca se ubica una gran cripta que también está decorada con frescos muchos de artistas desconocidos; una escena en particular que es feroz en el aspecto es la Danza de la Muerte.
La iglesia es de forma ovalada y posee un domo. Este fue renovado en 1730–33 por Joseph Munggenast. El domo también se encuentra decorado con frescos de Troger. La característica principal del retablo es una pintura de la Asunción de María, coronada por una representación de la Trinidad.

## Jardines

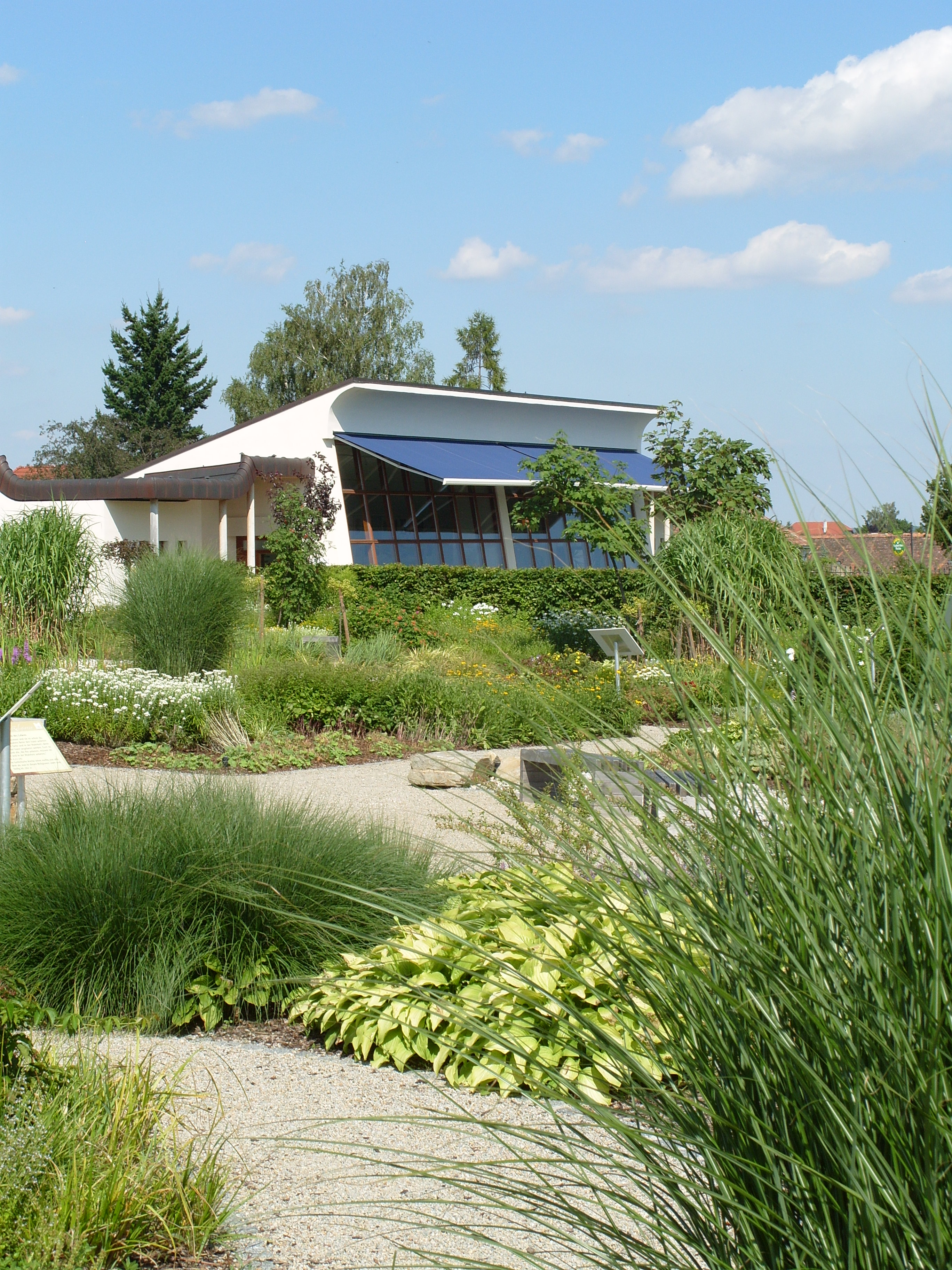
Garten der Religionen (Jardín de las Religiones)

En años recientes, se han desarrollados entorno del monasterio un buen número jardines de diferentes estilos. Todos ellos fueron plantados por los monjes con asistencia del proyecto Natur im Garten, así como de viveros del área.
Luego del parque de abadía, Der Garten der Religionen (El Jardín de Religiones) es el más grande de los jardines. Este fue recientemente utilizado para el cultivo de árboles de Navidad y árboles de fruta. El jardín actualmente consiste de cinco sectores dedicadas a las cinco religiones principales del mundo – hinduismo, budismo, judaísmo, cristianismo e Islam. También tiene un gran estanque natural rodeado por un prado de flores silvestres, un grupo de árboles y la leñosa arboleda de ciruelos donde pasta el ganado local. También hay una zona con manzanos que refleja el tema "monasterio bajo el monasterio".
Der Apothekergarten (El Jardín Boticario) en el lateral oriental del monasterio ha sido desarrollado en el sitio donde durante la Edad Media hubo un jardín de hierbas con propósitos medicinales.  El jardín actual se ha desarrollado a lo largo de líneas más modernas de la ciencia hortícola.
Der Schöpfungsgarten (El Jardín de la Creación) ha sido desarrollado en el lado sur de la iglesia, donde solía ubicarse el Jardín de Fuente. El tema del parque es teológico: la historia de la creación. Hay un banco bajo el gran nogal que ha sido citado como uno de los mejores lugares para estar en un día de verano caliente.
Der Garten der Stille (El Jardín de la Tranquilidad), la adición más reciente, se ha desarrollado al este donde hay una reserva de caza. Es un jardín natural que abarca un huerto, un viñedo, un área para mariposas, insectos urticaria y un jardín de hobby. Hay 11 esculturas de piedra realizadas por Eva Vorpagel-Redl que están ubicadas en lugares estratégicos a lo largo de caminos que conducen hacia el bosque. También hay una plataforma desde donde se puede observar la impresionante fachada del este de la capilla y la parte oriental del monasterio medieval.
Der Kreuzganggarten es simplemente el jardín del claustro.

## Galería

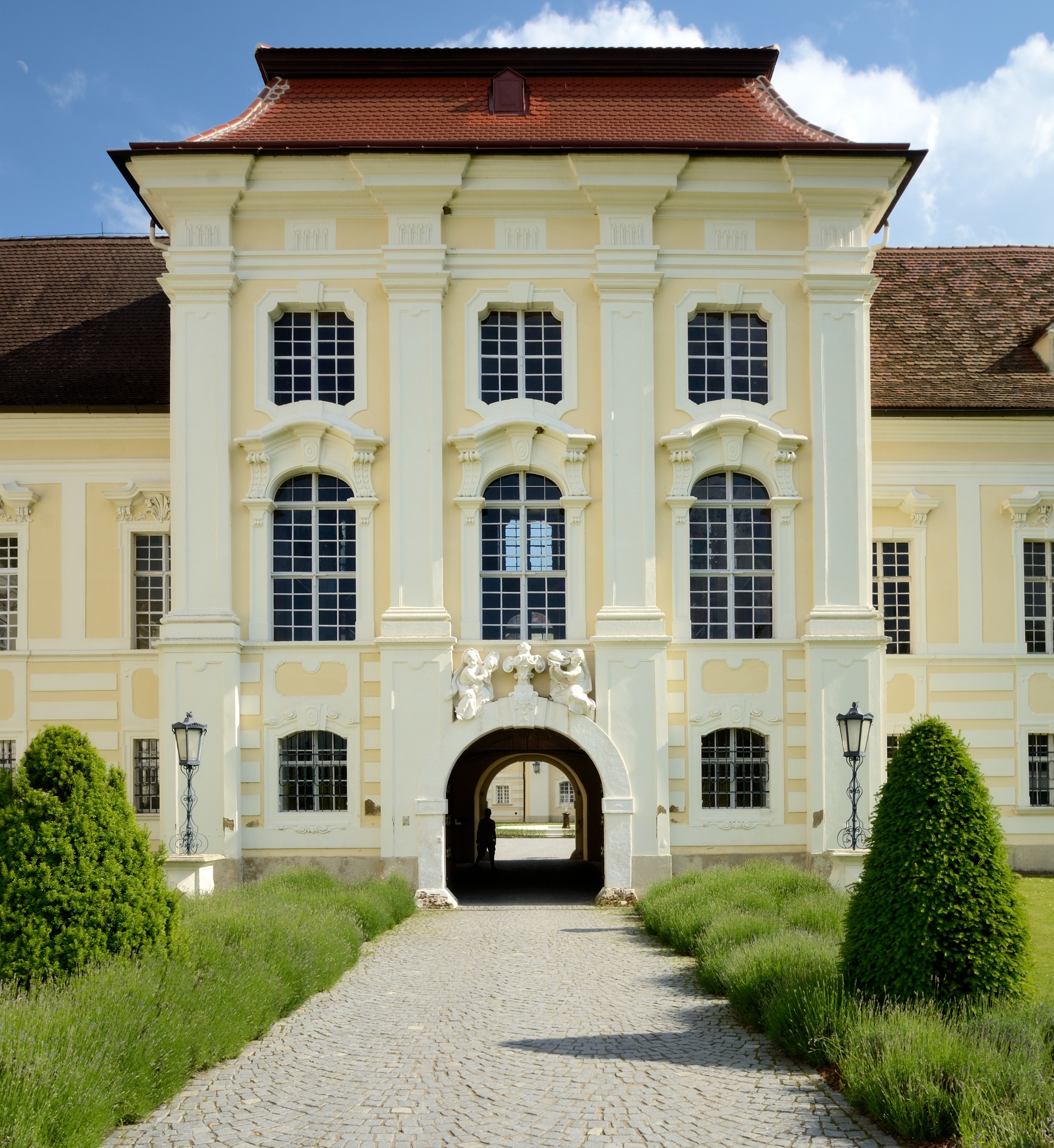
Entrada principal
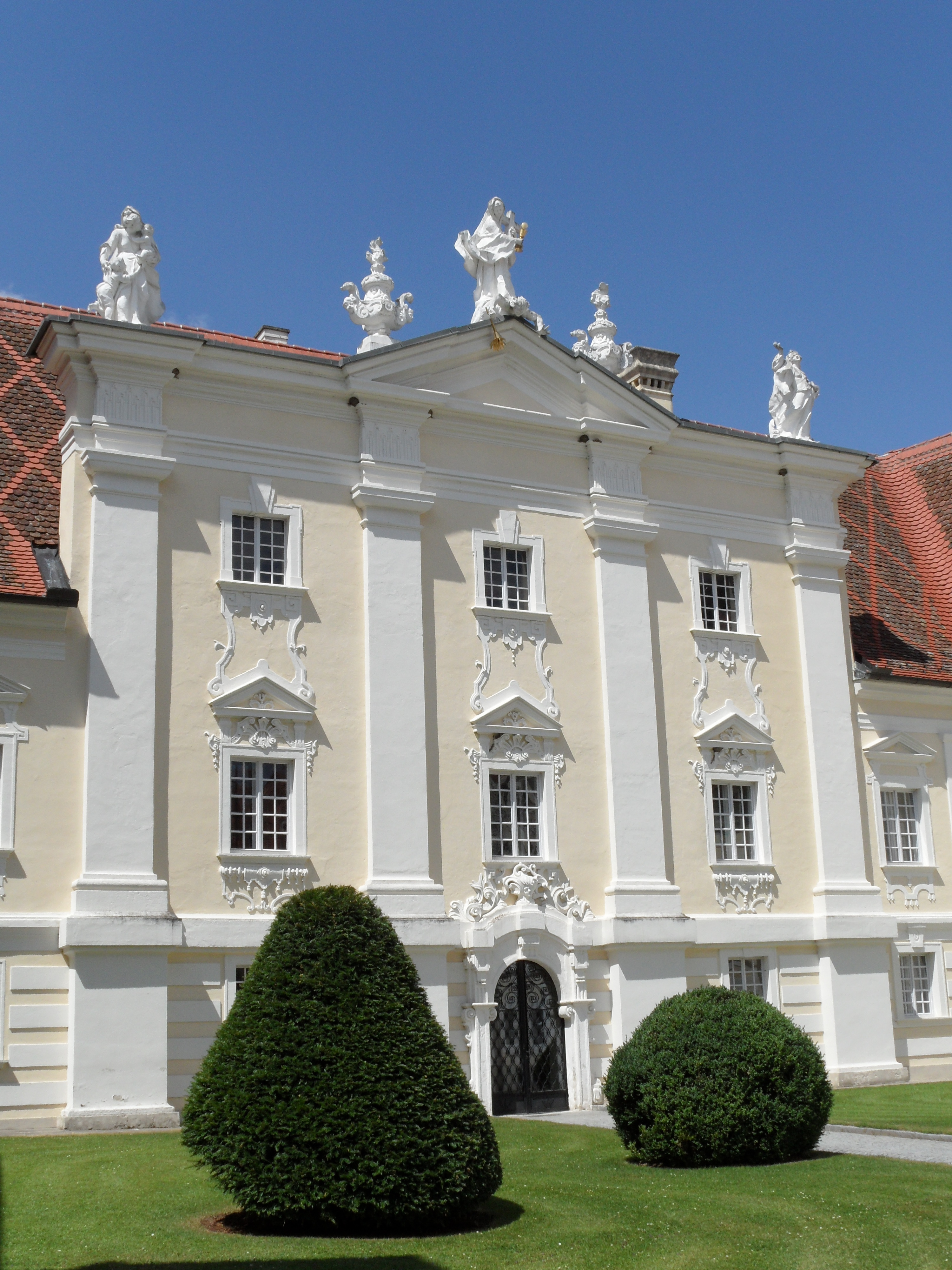
Prelatura
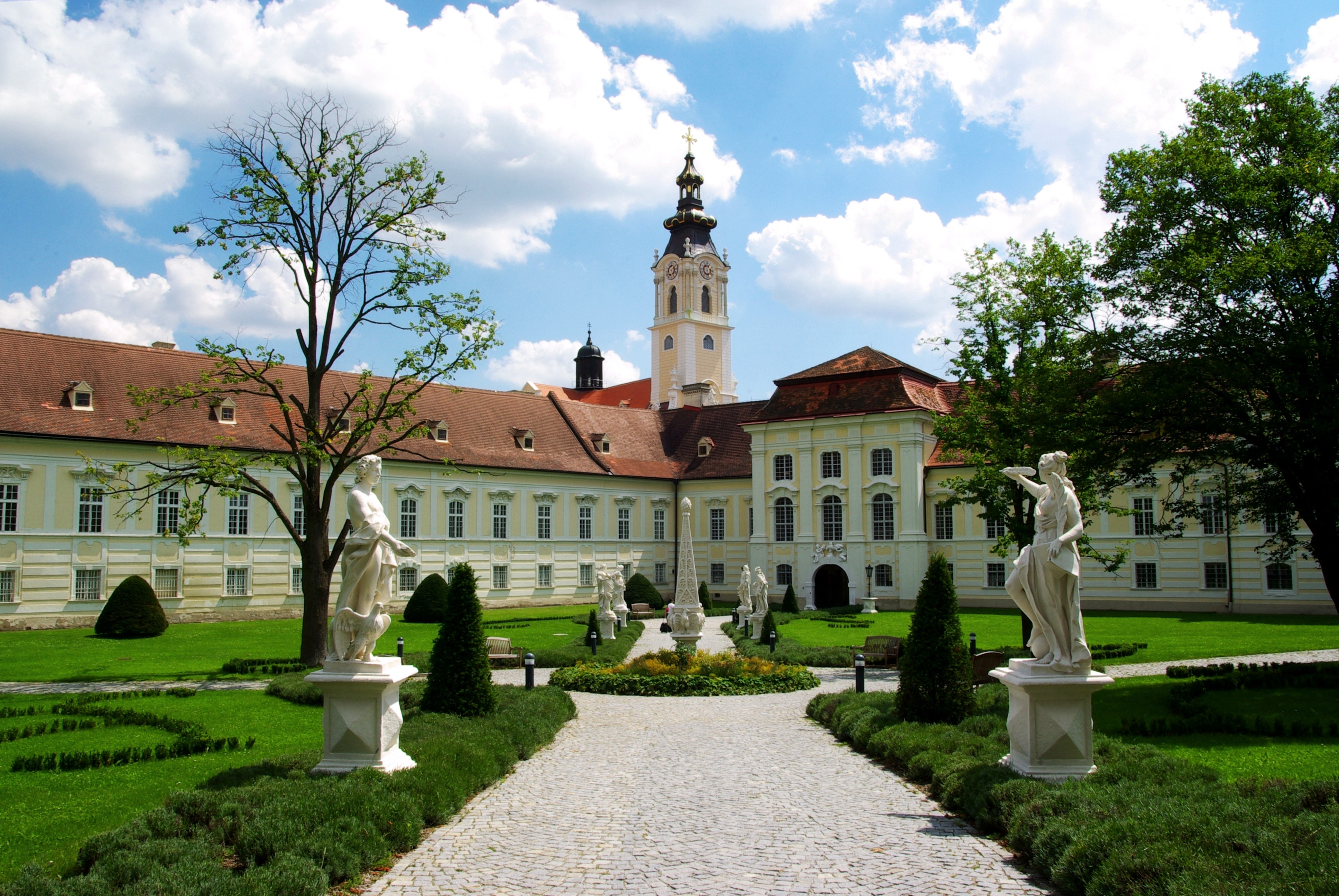
Vista exterior de la abadía y los jardines
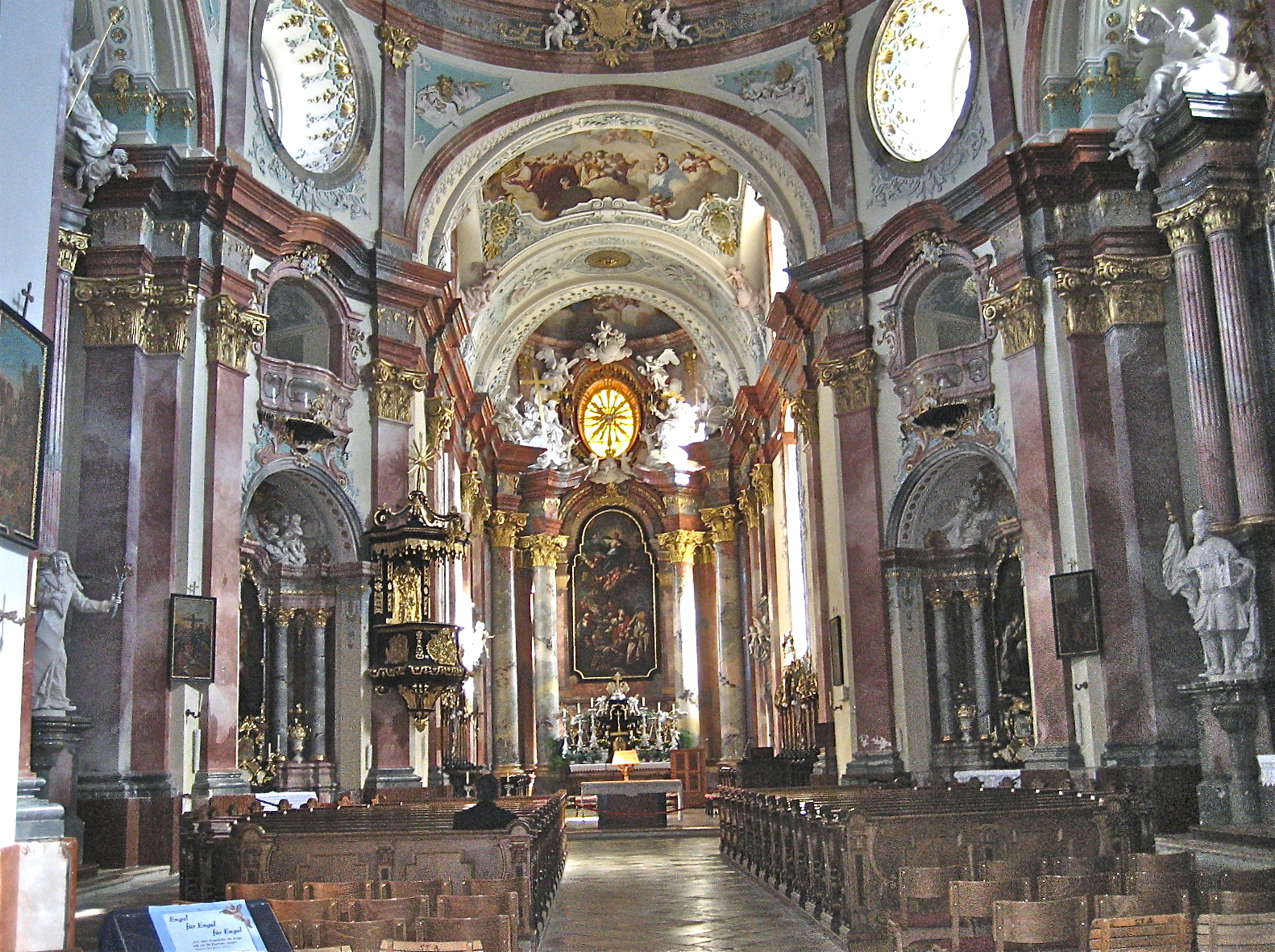
Vista del interior
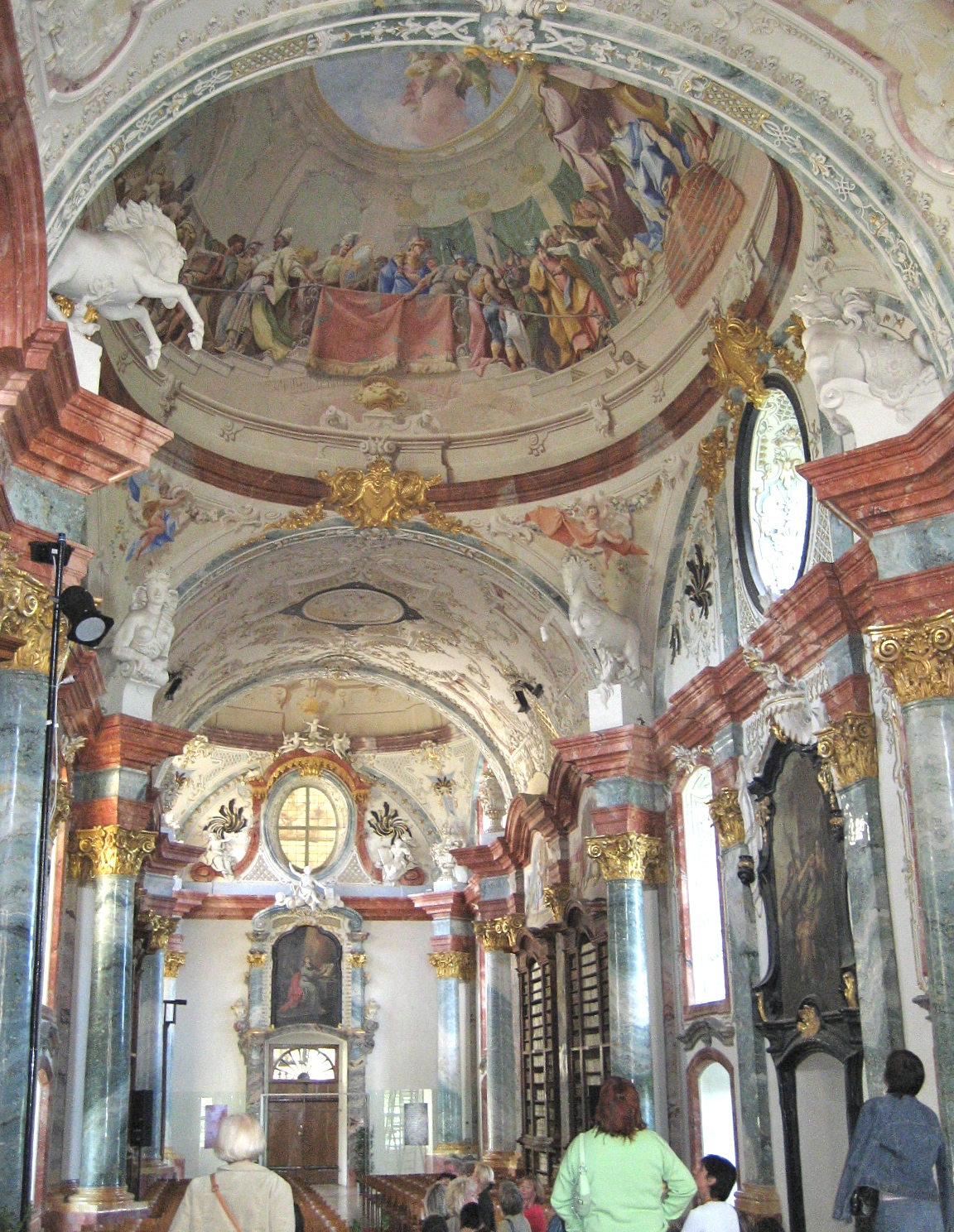
Vista del interior
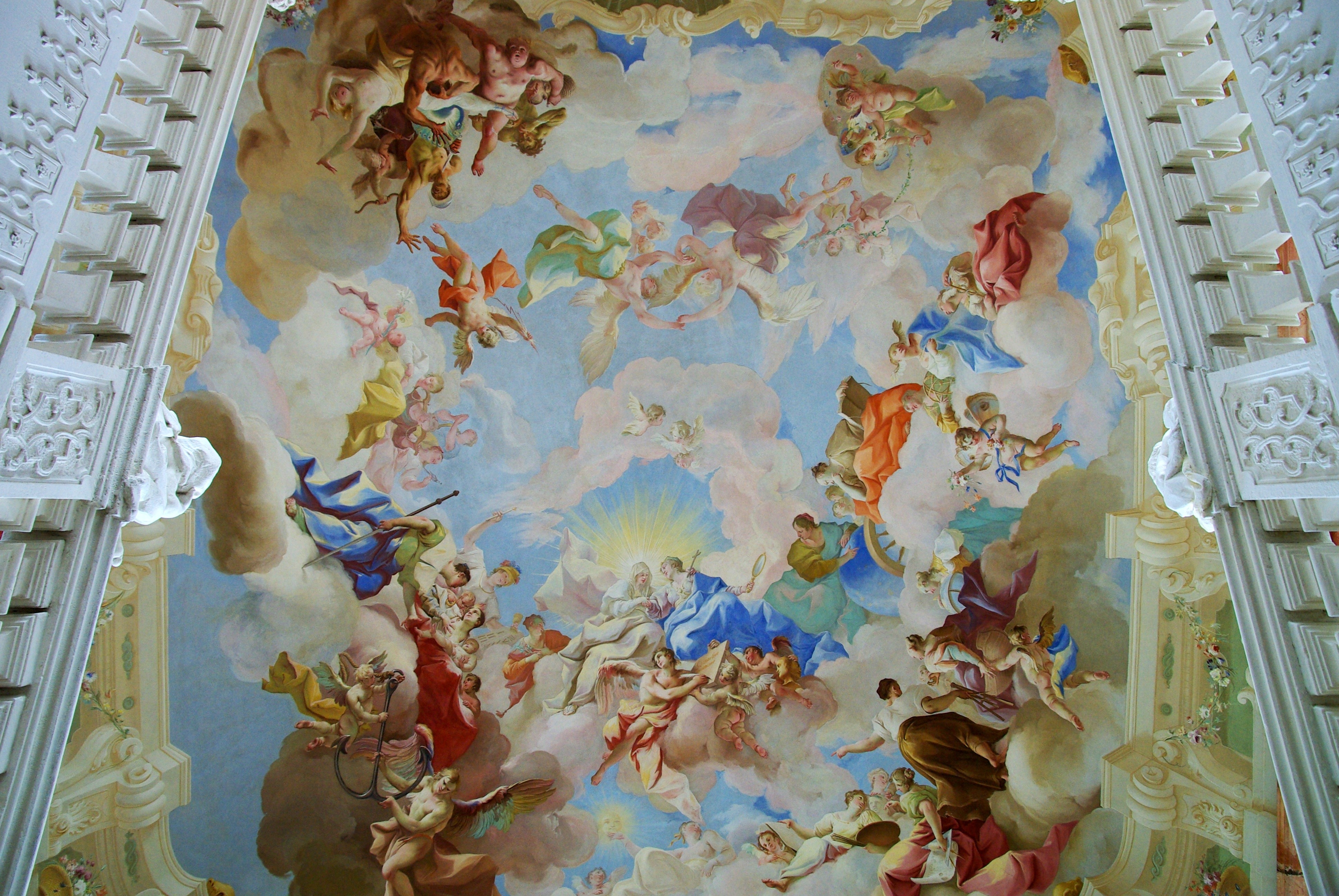
Frescos sobre la escalera imperial
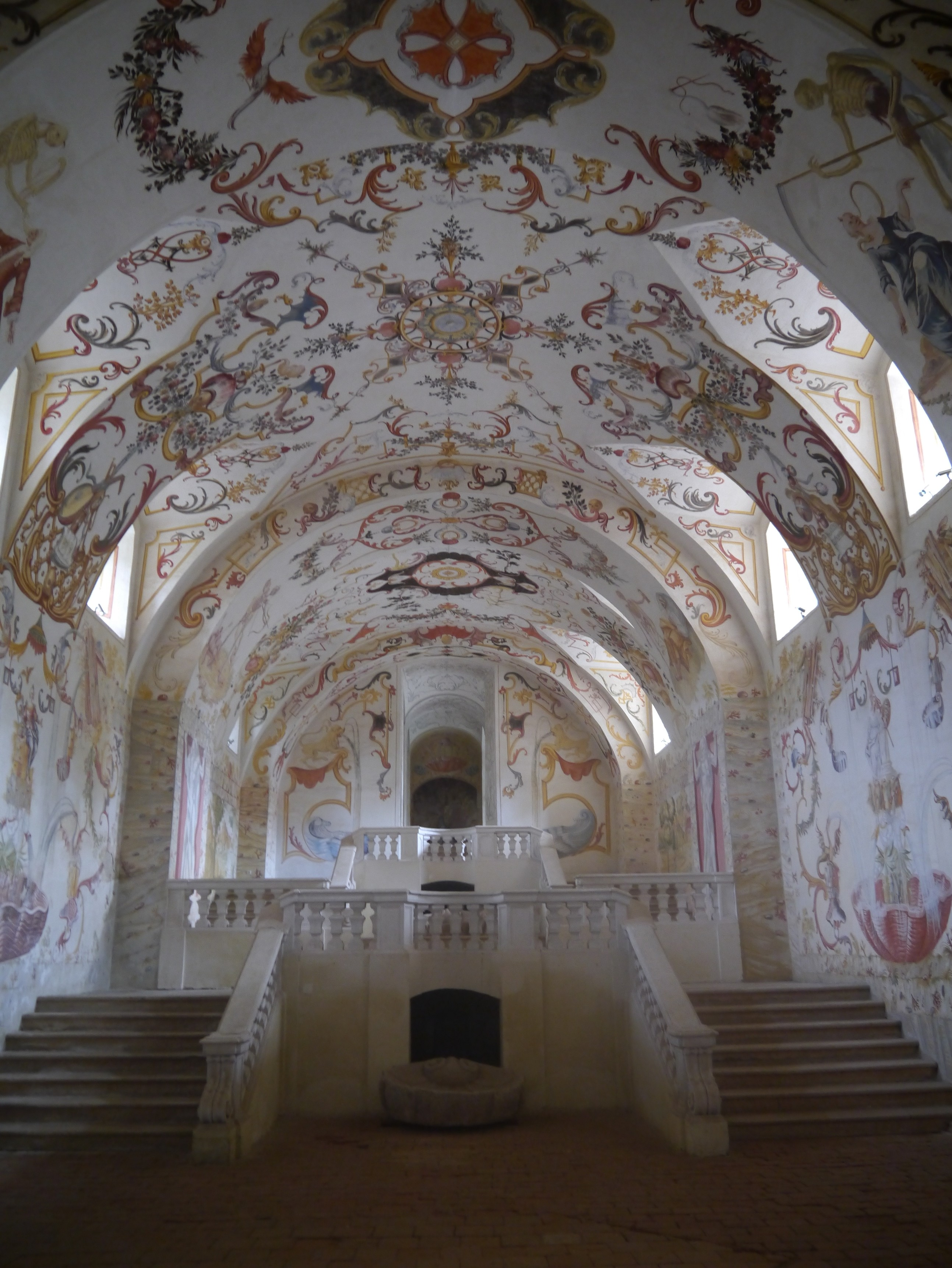
Cripta bajo la biblioteca